# 헨리크 담
칼 페테르 헨리크 담(영어: Carl Peter Henrik Dam, 1895년 2월 21일 ~ 1976년 4월 17일)은 덴마크의 생화학자, 생리학자이다. 1943년에 비타민 K를 발견한 공로로 에드워드 애들버트 도이지와 함께 노벨 생리학·의학상을 수상했다.

## 수상 경력
- 1943년 : 노벨 생리학·의학상

## 같이 보기
- 로체스터 대학교